# Halo (serie televisiva)
Halo è una serie televisiva statunitense di fantascienza militare sviluppata da Kyle Killen e Steven Kane per il servizio di streaming Paramount+, basata sull'omonimo franchise di videogiochi Halo. È prodotto da Amblin Television, 343 Industries, Showtime, One Big Picture e Chapter Eleven e segue una guerra del 26º secolo tra la United Nations Space Command (UNSC) e gli alieni Covenant. La serie TV non sarà tuttavia canonica con gli eventi dei videogiochi e questa linea del tempo, che sarà unica di questa serie, verrà chiamata "Silver Timeline".
Pablo Schreiber e Jen Taylor interpretano il Sottufficiale John-117, chiamato anche Master Chief, e Cortana, la sua compagna IA. Sono affiancati da Natascha McElhone, Yerin Ha, Charlie Murphy, Shabana Azmi, Bokeem Woodbine, Kate Kennedy, Natasha Culzac e Bentley Calu. Lo sviluppo di una serie televisiva di Halo è iniziato nel 2015. Killen è stato assunto nel giugno 2018, con la serie annunciata ufficialmente per 10 episodi da Paramount+. Le riprese sono iniziate in Ontario, Canada, nell'ottobre 2019, sebbene la post-produzione dei primi cinque episodi sia stata influenzata dalla pandemia di COVID-19. Il primo trailer ufficiale è stato mostrato durante i The Game Awards 2021.

## Trama
Halo segue un epico conflitto del XXVI secolo tra l'umanità e una minaccia aliena nota come Covenant. Tra azione, avventura e un'immaginifica visione del futuro si intrecceranno varie storie personali.

## Episodi
| Stagione         | Episodi | Pubblicazione |
| ---------------- | ------- | ------------- |
| Prima stagione   | 9       | 2022          |
| Seconda stagione | 8       | 2024          |

## Personaggi e interpreti

### Principali
- John-117 / Master Chief (stagioni 1-2), interpretato da Pablo Schreiber (adulto) e da Casper Knopf (giovane), doppiato da Simone D'Andrea (adulto) e da Davide Doviziani (giovane).
Imponente super soldato, capitano del Silver Team, conosciuto come "Spartan-117".
- Margaret Parangosky (stagioni 1-2), interpretata da Shabana Azmi, doppiata da Barbara Castracane.
Ammiraglio e direttore dell'Office of Naval Intelligence.
- Riz-028 (stagioni 1-2), interpretata da Natasha Culzac, doppiata da Ilaria Silvestri.
Membro Spartan del Silver Team.
- Miranda Keyes (stagioni 1-2), interpretata da Olive Gray, doppiata da Emanuela Ionica.
Agente dello United Nations Space Command, scienziata e figlia di Jacob e Catherine.
- Kwan Ha Boo (stagioni 1-2), interpretata da Yerin Ha, doppiata da Margherita De Risi.
Figlia del generale Ha, ragazzina insurrezionalista delle colonie esterne del pianeta Madrigal.
- Vannak-134 (stagioni 1-2), interpretato da Bentley Kalu, doppiato da Antonino Saccone.
Membro Spartan del Silver Team.
- Kai-125 (stagioni 1-2), interpretata da Kate Kennedy, doppiata da Tania De Domenico.
Membro Spartan del Silver Team.
- Makee (stagioni 1-2), interpretata da Charlie Murphy, doppiata da Federica Simonelli.
 Umana rapita dai Covenant che è stata cresciuta dai gerarchi come la "Beata".
- Jacob Keyes (stagione 1-2), interpretato da Danny Sapani, doppiato da Alberto Angrisano.
Comandante esperto UNSC e confidente di Master Chief.
- Cortana (stagione 1-2), interpretata da Jen Taylor (stagione 1) e da Christina Bennington (stagione 2), doppiata da Beatrice Caggiula.
Costrutto di intelligenza artificiale (IA) basato sul modello del cervello della dott.ssa Halsey. È affidata alle cure di Master Chief e la sua conoscenza la rende un bersaglio per i Covenant.
- Soren-066 (stagioni 1-2), interpretato da Bokeem Woodbine, doppiato da Stefano Thermes.
Disertore Spartan che in seguito diventa il capo insurrezionalista dei Rubble.
- Dott.ssa Catherine Elizabeth Halsey (stagioni 1-2), interpretata da Natascha McElhone, doppiata da Cristiana Rossi.
Scienziata dell'UNSC e direttrice del progetto Spartan-II.
- Laera (stagione 2, ricorrente stagione 1), interpretata da Fiona O'Shaughnessy, doppiata da Valentina Mari.
Moglie di Soren.
- Kessler (stagione 2, ricorrente stagione 1), interpretato da Tylan Bailey.
Figlio di Soren e Laera.
- James Ackerson (stagione 2), interpretato da Joseph Morgan, doppiato da Emiliano Coltorti.
Agente dell'intelligence che ha scalato i ranghi del misterioso ONI dell'UNSC.
- Talia Perez (stagione 2), interpretata da Cristina Rodlo.
Caporale specializzata in linguistica per l'unità di comunicazioni dell'UNSC.
- Arbiter Var 'Gatanai (stagione 2), interpretato da Viktor Åkerblom.
Elite di alto rango che guida l'invasione dei Covenant su Reach.
- 343 Guilty Spark (stagione 2), doppiato da Harry Lloyd.
Entità di intelligenza artificiale e Guardiano dell'installazione di Halo 04.

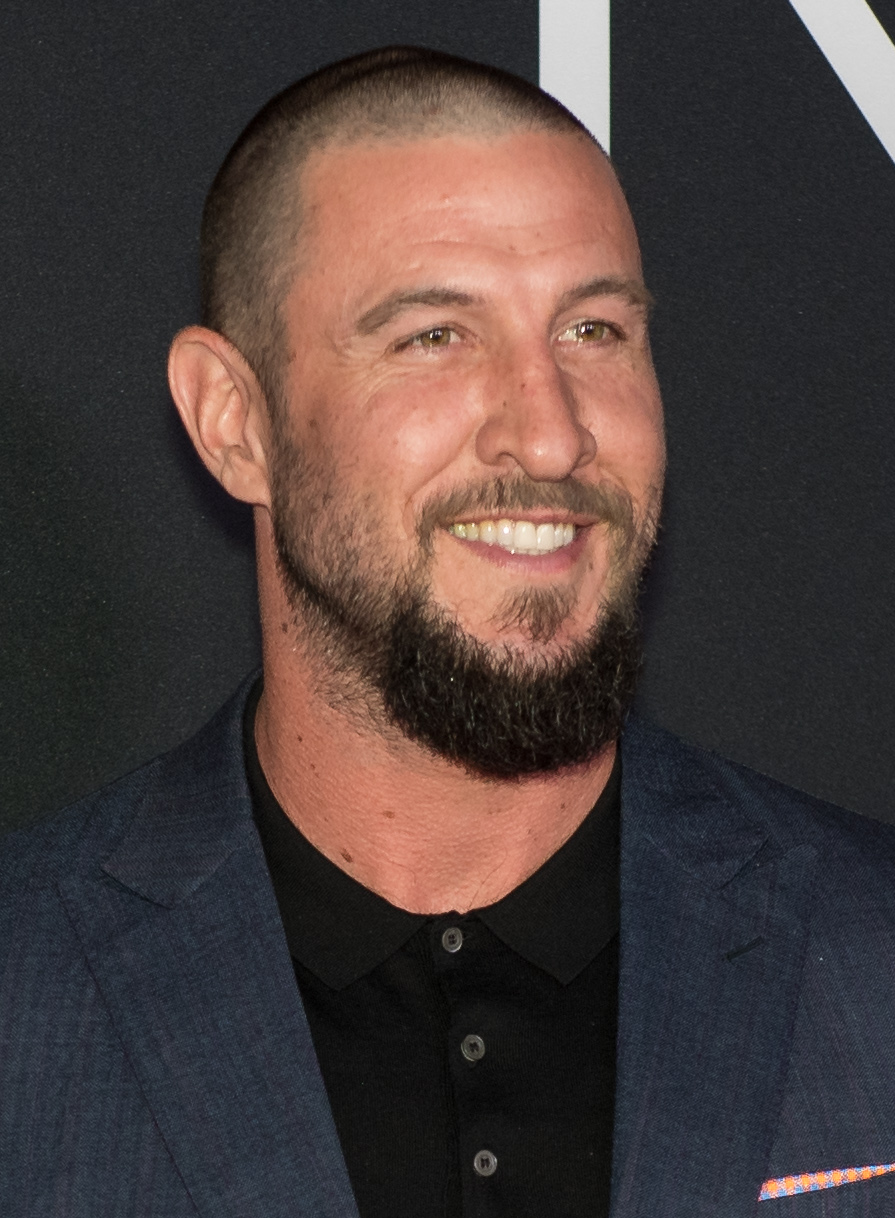
Pablo Schreiber
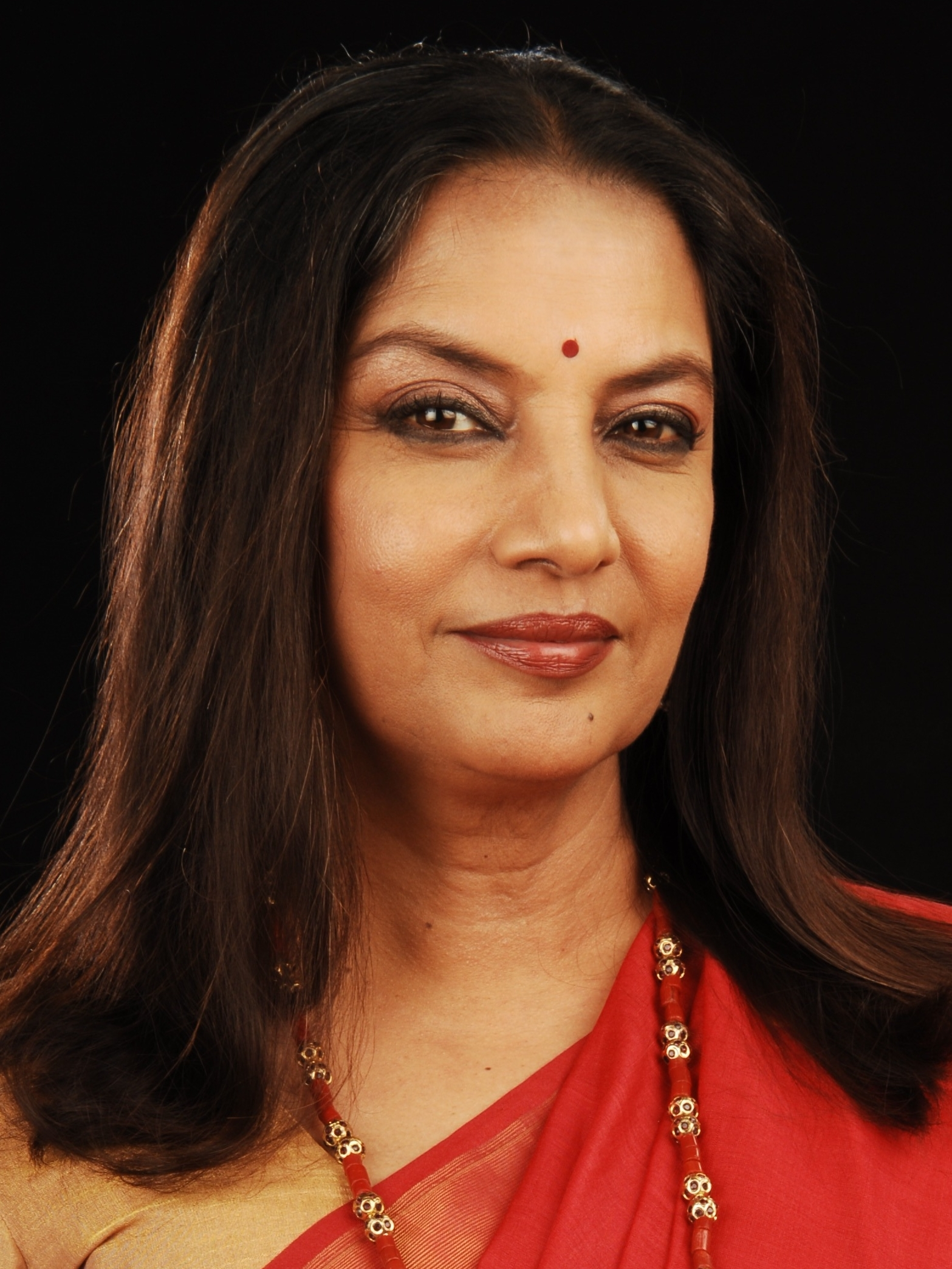
Shabana Azmi
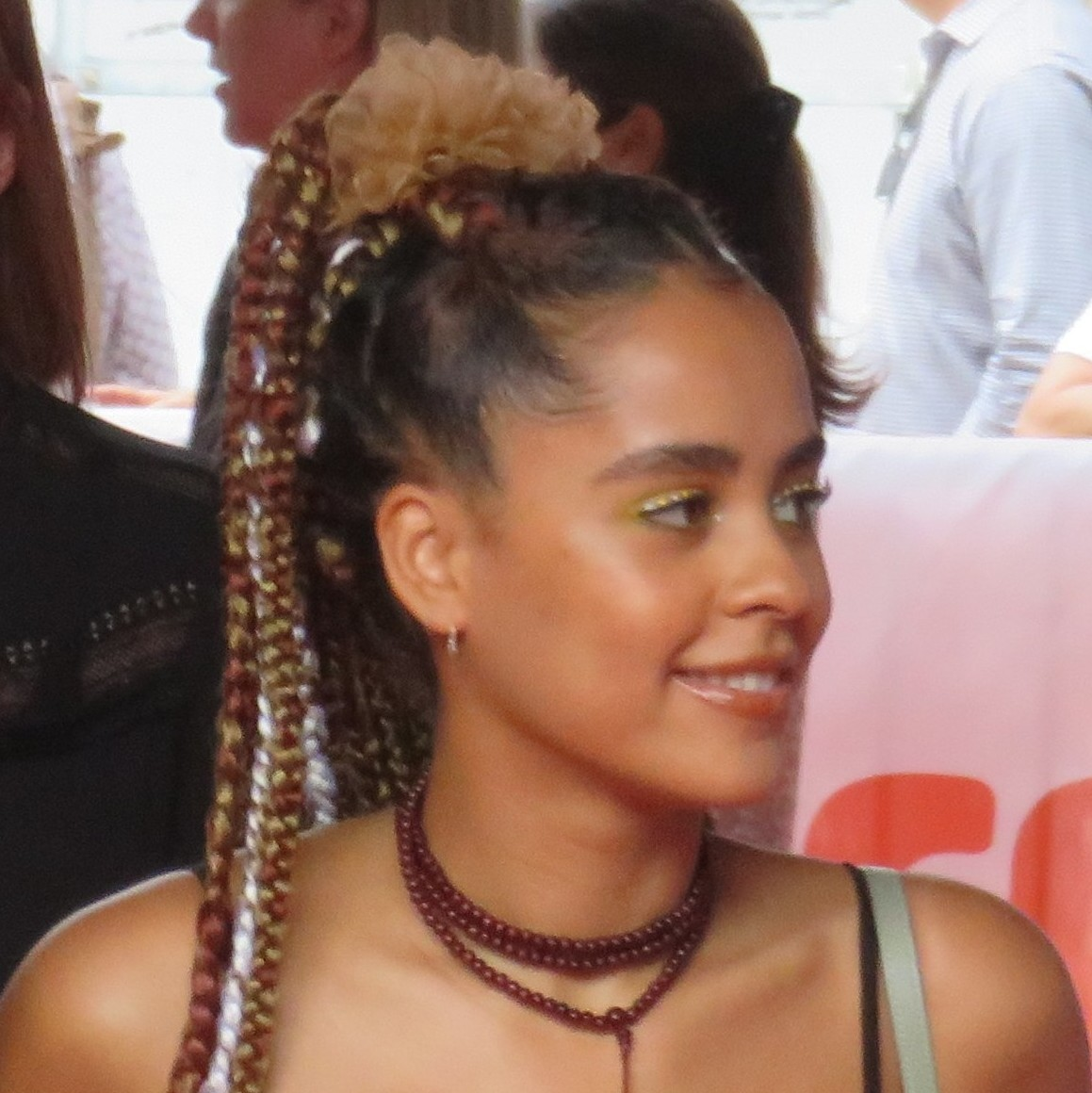
Olive Gray
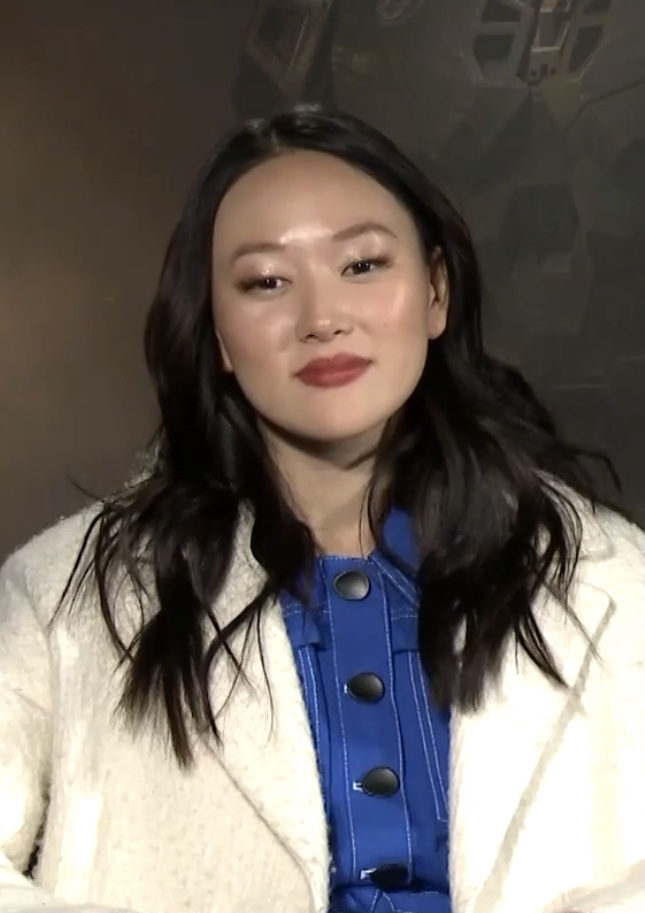
Yerin Ha
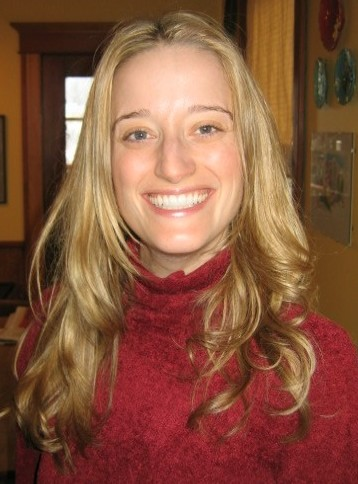
Jen Taylor
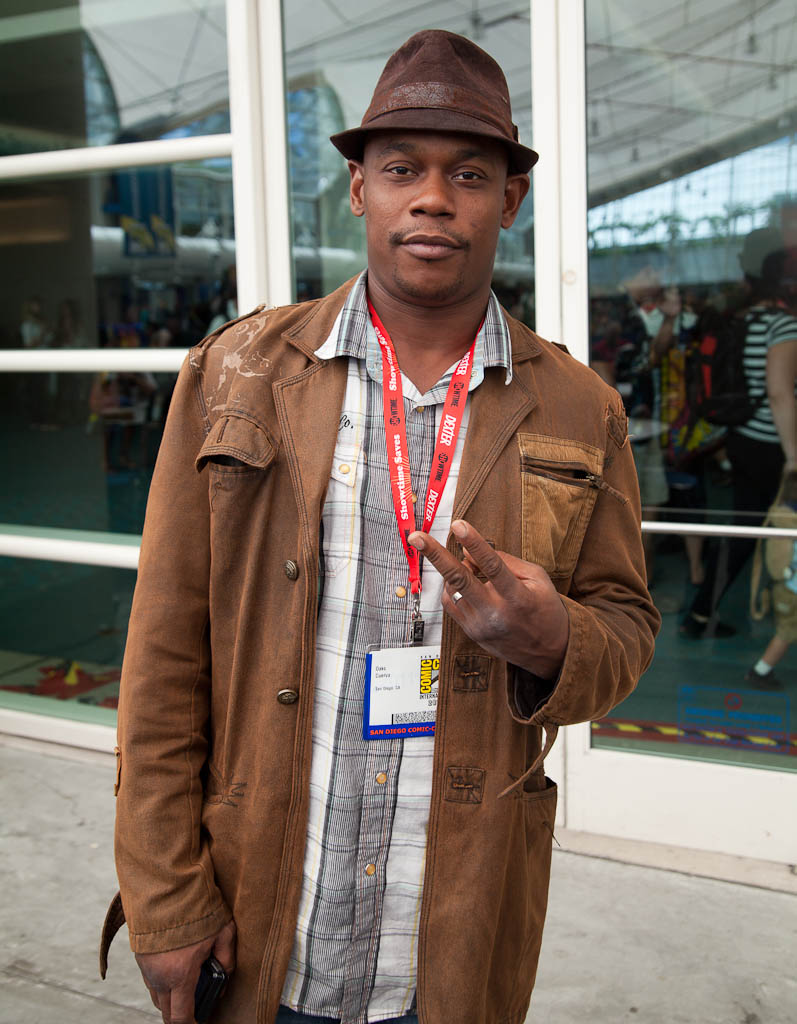
Bokeem Woodbine
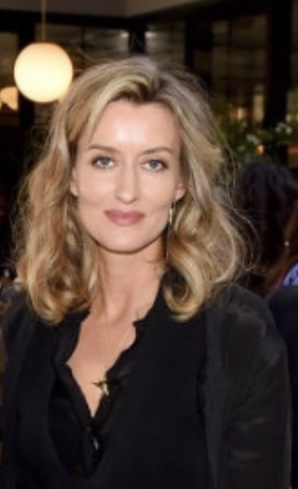
Natascha McElhone
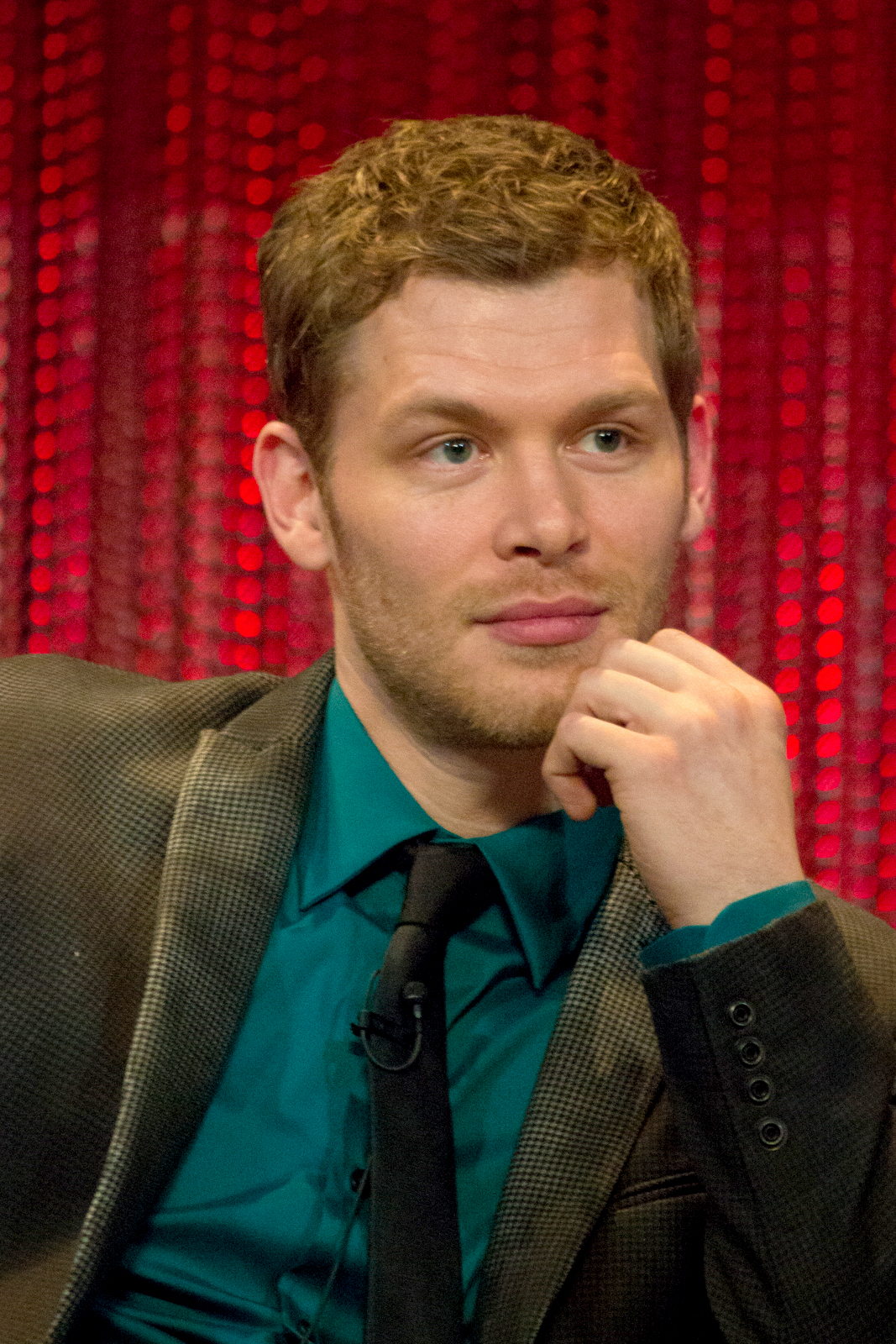
Joseph Morgan
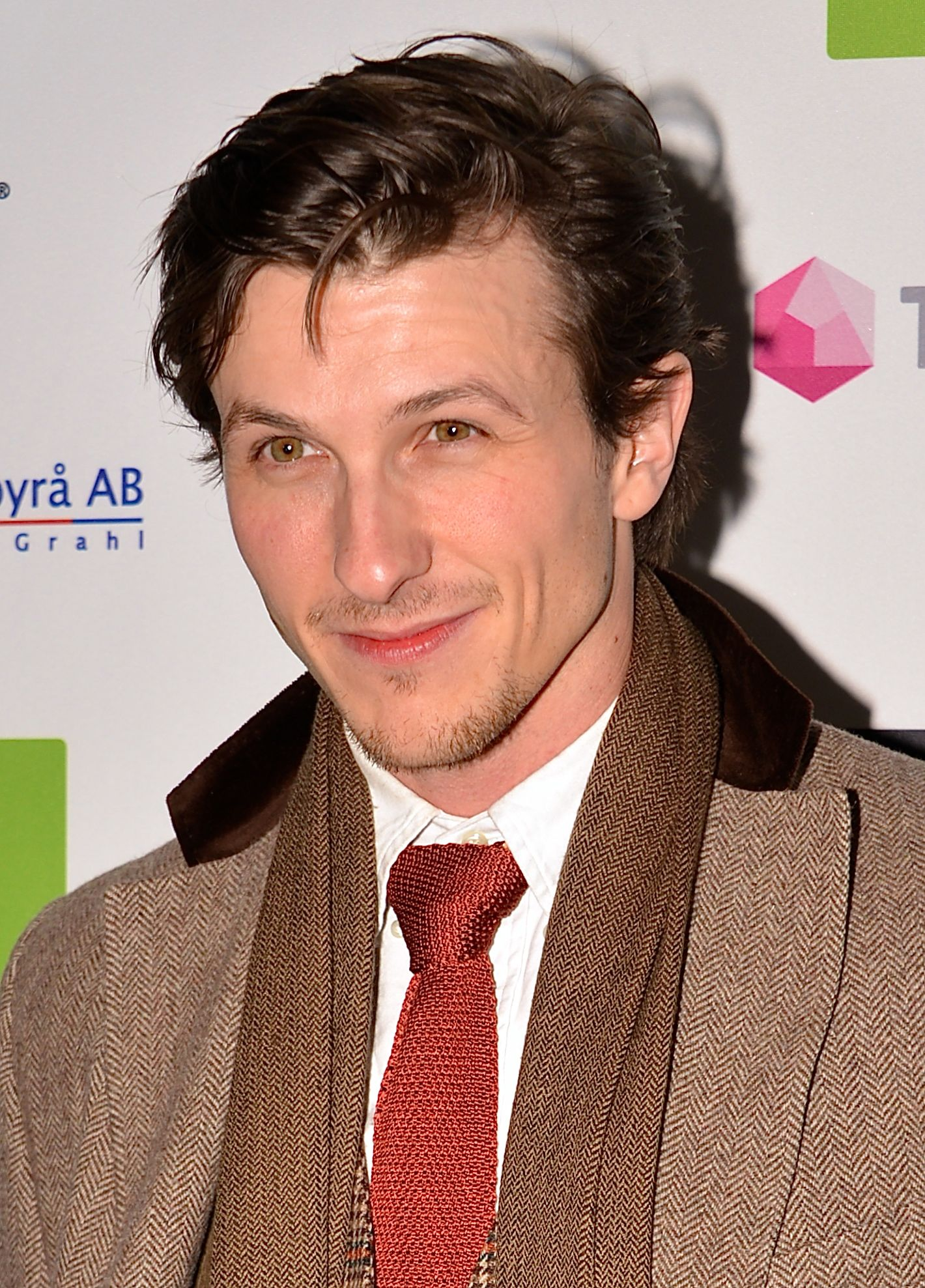
Viktor Åkerblom

### Ricorrenti
- Kaidon (stagione 1), interpretato da Jamie Beamish.
Elite dei Covenant sopravvissuto nella battaglia di Madrigal.
- Vinsher Grath (stagione 1), interpretato da Burn Gorman, doppiato da Loris Loddi.
Politico di Madrigal e collaboratore dell'UNSC che sopprime il movimento insurrezionalista su Madrigal.
- Profeta della Pietà (stagione 1), doppiato da Julian Bleach.
Uno dei tre profeti gerarchi, leader politici e religiosi dei Covenant.
- Profeta della Verità (stagione 1), doppiato da Karl Johnson.
Uno dei tre profeti gerarchi, leader politici e religiosi dei Covenant.
- Profeta del Rimorso (stagione 1), doppiato da Hilton McRae.
Uno dei tre profeti gerarchi, leader politici e religiosi dei Covenant.
- Adun Saly (stagione 1), interpretato da Ryan McParland, doppiato da Massimo Triggiani.
Assistente di laboratorio della dottoressa Halsey.
- Jin Ha (stagione 1), interpretato da Jeong-hwan Kong, doppiato da Lorenzo Scattorin.
Padre di Kwan e capo insurrezionalista su Madrigal.
- La madre (stagione 2), interpretata da Olwen Fouéré, doppiata da Aurora Cancian.
Sciamana e guida degli abitanti sul pianeta Sanctuary che rifiuta l'aiuto degli Spartan.
- Louis-036 (stagione 2), interpretato da Marvin Jones III, doppiato da Simone Mori.
Ex Spartan che ha perso la vista.

### Guest
- Grande ammiraglio Terrence Hood (stagione 1), interpretato da Keir Dullea, doppiato da Massimiliano Lotti.
Ufficiale di alto rango dell'UNSC.
- Desiderata (stagione 1), interpretata da Josette Simon, doppiata da Letizia Scifoni.
Capo dei Mystic.
- Sig. Ackerson (stagione 2), interpretato da Bill Paterson, doppiato da Bruno Alessandro.
Anziano padre di James.
- Uto 'Mdama (stagione 2), interpretato da Jamie Beamish.
Sacerdote Elite dei Covenant al servizio dell'Arbiter.

## Produzione

### Sviluppo
La serie televisiva ha attraversato uno sviluppo molto travagliato, con un'uscita inizialmente pianificata per il 2015 con Steven Spielberg come produttore, passando per una del 2019 con Rupert Wyatt come produttore, poi una del 2020 e infine con la sua versione definitiva del 2022 con Otto Bathurst come produttore.
Il 21 maggio 2013 Steven Spielberg era stato incaricato per la produzione esecutiva di una serie televisiva basata sul franchise di videogiochi Halo, distribuita da Xbox Entertainment Studios e dalla società di Spielberg Amblin Television, intitolata Halo: The Television Series. Ad agosto 2015 la serie era ancora in fase di sviluppo attivo.
Il 28 giugno 2018 Showtime ha ordinato una serie composta da 10 episodi. Kyle Killen doveva essere showrunner, sceneggiatore e produttore esecutivo, mentre Rupert Wyatt era nominato regista e produttore esecutivo. Il 12 agosto è stato annunciato che Master Chief sarebbe stato il protagonista della serie e che la serie avrebbe raccontato una storia diversa dai videogiochi ma rispettando allo stesso tempo il suo canone. Il 3 dicembre Wyatt si è dimesso da regista a causa di conflitti di programmazione. È stato sostituito da Otto Bathurst nel febbraio 2019. Nel marzo 2019 Steven Kane è stato aggiunto come co-showrunner insieme a Killen. Il 24 febbraio 2021 la serie è stata spostata da Showtime a Paramount+. Il 25 giugno 2021 è stato riferito che sia Kane che Killien sarebbero usciti come showrunner dopo il completamento della prima stagione. Killien se ne era andato prima dell'inizio della produzione perché non si sentiva in grado di adempiere ai doveri di showrunner, con Kane che prendeva le redini come showrunner principale fino al completamento del lavoro di post produzione. Tuttavia se la serie dovesse essere rinnovata per una seconda stagione Kane non tornerebbe. Il 15 febbraio 2022 Paramount+ ha rinnovato la serie per una seconda stagione, con Wiener come showrunner e produttore esecutivo.
Il 18 luglio 2024 Paramount+ ha cancellato la serie dopo due stagioni.

### Casting
Da aprile ad agosto 2019 è stato annunciato il cast della serie, con Pablo Schreiber come Master Chief. A lui si unirono Yerin Ha, Natascha McElhone, Bokeem Woodbine, Shabana Azmi, Bentley Kalu, Natasha Culzac e Kate Kennedy. Nel novembre 2020, Jen Taylor ha sostituito McElhone nei panni di Cortana.

### Riprese
Si stima che la serie TV di Halo sia costata in totale più di 200 milioni di dollari per la prima stagione. Le riprese principali sono iniziate a ottobre 2019. Nel 2019, la serie ha speso oltre 40 milioni di dollari in costi di produzione. I cinque episodi girati sono stati rieditati durante la chiusura della pandemia di COVID-19, con la produzione del sesto episodio e le riprese programmate in Ontario, Canada. Le riprese alla fine sono state completate a Budapest nel febbraio 2021. In definitiva, si stima che la produzione totale della serie, inclusa la postproduzione totale della serie, sia costata più di 200 milioni di dollari per tutti i 9 episodi della prima stagione.
Il budget della serie è stato di 90 milioni di dollari per 9 episodi.

### Colonna sonora
Il 14 febbraio 2022, è stato rivelato che Sean Callery avrebbe composto la colonna sonora della serie.

## Distribuzione
Halo ha debuttato il 24 marzo 2022 su Paramount+. In Italia la serie è trasmessa in contemporanea con gli Stati Uniti da Sky Atlantic e Now in versione originale sottotitolata e dal 28 marzo 2022 con doppiaggio in italiano.
La seconda stagione è stata distribuita dall'8 febbraio 2024.

## Accoglienza

### Critica
La prima stagione ha ricevuto recensioni positive dalla critica. Rotten Tomatoes riporta il 70% delle recensioni professionali positive, con un voto medio di 6,70 su 10 basato su 71 critiche. Il consenso critico del sito web recita: «Halo è troppo derivato dalle migliori serie di fantascienza per far emergere un'élite completamente formata, ma barlumi di promesse e fedeltà al materiale originale segnalano che non è ancora fuori combattimento.»
Su Metacritic ha un punteggio di 61 su 100 basato su 20 recensioni.
La seconda stagione ha ricevuto recensioni positive dalla critica. Rotten Tomatoes riporta l'89% delle recensioni professionali positive, con un voto medio di 6,90 su 10 basato su 18 critiche. Il consenso critico del sito web indica: «L'ottimizzata seconda stagione di Halo è una dose di fantascienza più scorrevole e crudele che si avvicina alla realizzazione del potenziale della proprietà intellettuale.» Metacritic, invece, ha assegnato un punteggio di 64 su 100 basato su 8 recensioni, indicando "recensioni generalmente favorevoli".

## Differenze
La serie prende particolare ispirazione dal romanzo Halo: La caduta di Reach, soprattutto per l'infanzia di John-117 e il progetto SPARTAN-II, ma se ne distacca in più occasioni, stessa cosa per la controparte videoludica.
- Nella serie Eridanus-II, pianeta d'origine di John-117, è un pianeta arido selezionato per un progetto di terra-formazione dall'UNSC, nei romanzi e nei videogiochi il pianeta era già abitato prima della colonizzazione e presenta due importanti città: Luxor ed Elysium City, la città natale di John-117.[36]
- Nella serie gli Spartan vennero sottoposti ad un trapianto di chip inibitore che sopprime tutti i loro ricordi d'infanzia precedenti all'addestramento, nel gioco e nei romanzi non vi è traccia di questo particolare.
- Nella serie John-117 viene nominato Master-Chief fin dall'infanzia per la sua dedizione al comando, nel romanzo viene investito di tale carica solo dopo la riuscita della missione sulle montagne rocciose del Reach.[37]
- Nella serie John-117 è presentato come un soldato dall'aspetto giovanile (nonostante i suoi buoni 50 anni) con capelli corti rasati in stile militare, poca barba incolta e alto poco più di 190 centimetri, mentre nel videogioco e nei romanzi i segni dell'età sono evidenti anche se il suo invecchiamento è rallentato, è totalmente calvo ed è alto più di 213 centimetri, come viene fatto notare anche in Halo: Combat Evolved e Halo 4: Forward Unto Dawn.[37]
- Nella serie il Capitano Jacob Keyes è responsabile del rapimento e dell'addestramento dei bambini per il progetto SPARTAN-II, mentre nel romanzo gli Spartan sono stati prelevati, modificati e addestrati dalla dottoressa Catherine Halsey e dal Sottufficiale di Terzo Grado Franklin Mendez con l'aiuto della IA Déjà.[38]
- Nella serie la squadra di John-117 è la Silver Team ed è composta dall'assaltatore Vannak-134, la specialista in comunicazioni Riz-028 e il cecchino Kai-125, mentre nei videogiochi la squadra comandata fin dall'adolescenza da John-117 è la Blue Team ed è composta da Frederic-104, Linda-058 e Kelly-087, che ricoprono i rispettivi ruoli.[39]
- Nella serie i soldati Marines incaricati di sopprimere le rivolte vengono presentati come semplici soldati umani da fanteria terrestre, nei videogiochi è specificato come loro siano l'effettivo progetto SPARTAN-I, nome in codice ORION.[40]
- Nella serie i Covenant parlano tutti una loro lingua, che pare essere la stessa dei profeti (San 'Shyuum), mentre nel gioco non è mai specificato come queste diverse razze aliene comunichino fra di loro, la maggior parte pare conoscere la lingua umana più utilizzata (inglese) e continuano ad usarla anche sul campo di battaglia, si suppone sia a causa dell'antica guerra contro i Precursori dove umani e San 'Shyuum si unirono in battaglia fino al tradimento di quest'ultimi.[41][42]
- Nella serie i Covenant attaccano la colonia umana su Madrigal per recuperare la Keystone e gli Spartan vengono inviati sul luogo dalla UNSC per uccidere la flotta nemica, mentre nel romanzo i Covenant attaccano il pianeta Sigma Octanus IV nel sistema di Sigma Octanus e sono braccati dal comandante della Iroquois Jacob Keyes che riesce da solo a distruggere tre navi da guerra nemiche, oltretutto il recupero della Keystone è la principale causa della caduta del Reach.
- Nella serie Soren-066 viene presentato come un pirata ex-Spartan fuggito dal campo d'addestramento all'età di 16 anni dopo aver subito una forte mutazione al braccio sinistro a causa degli esperimenti fallimentari della dottoressa Catherine Halsey, in più viene confermato che fu lui stesso a uccidere suo padre. In Halo: Evolutions, Soren è un ragazzo nato sulla colonia di Dwarka che entrò volontariamente all'età di 6 anni nel progetto SPARTAN-II dopo aver visto la morte del padre a causa di una rara malattia, il suo stato fisico e mentale non gli permise di reagire positivamente al farmaco di potenziamento muscolare che deformò orribilmente il suo corpo, accorciando notevolmente la gamba sinistra contorcendola su sé stessa e mutandogli orribilmente ambedue le braccia. Ricoprì un ruolo amministrativo finché non venne convinto a rubare dell'uranio dai magazzini da un suo collega, azione che finì con la fuga sul pianeta Reach poco prima dell'invasione Covenant. Anche se non è certo, probabilmente è morto durante la vetrificazione del pianeta.[43]
- Nella serie la reliquia dei Precursori (Keystone) reagisce solo con pochi eletti chiamati "Beati", nei videogiochi è più volte confermato che reagiscono con ogni essere umano e non esiste alcun "Beato".
- Nella serie Oban è abitato ed è il pianeta d'origine di Makee, nei videogiochi è un pianeta deserto scoperto solo durante la guerra fra umani e Covenant.
- Nella serie Cortana è stata sviluppata come IA di riscrittura, caricata direttamente nella corteccia celebrare di John-117 per sovrascrivere la sua coscienza appena possibile. Nel romanzo e nei videogiochi Cortana è un'intelligenza artificiale utilizzata in tattica militare, scelse volontariamente di essere assegnata a John-117 dopo aver letto il suo curriculum ed è installata su un supplemento tuta rimovibile alla base del casco dell'armatura MJOLNIR Mark V.[44]
- Nella serie Makee è un'umana cresciuta fra i covenant solo per la sua capacità nel comunicare con gli artefatti dei Precursori, mentre nei romanzi e nei videogiochi non c'è traccia di alcun umano cresciuto con i Covenant.
- Nella serie Miranda Keyes sa di essere figlia della dottoressa Catherine Halsey e ancora ricopre una carica di ricercatrice, mentre nella serie videoludica è già comandante della propria nave (Amber Clad) e non è interessata alla sua presunta parentela con la dottoressa poiché cresciuta unicamente col padre.
- Nella serie sono presenti diversi personaggi mai apparsi nella serie videoludica, fra cui la co-protagonista Kwan Ha Boo, suo padre il Generale Ha e la già citata Makee.
- Nella serie il capitano Jacob Keyes tenta di emettere il Protocollo Cole senza approfondire di cosa tratti e ricevendo un rifiuto dall'ammiraglio Margaret Parangosky, nel romanzo il comando viene imposto da Preston Cole durante la guerra contro i Covenant e venne subito approvato dalla Prangosky, questo prevedeva di non tornare in direzione della terra per non compromettere la posizione del pianeta.[45]
- Nella serie i Covenant e gli umani ricevono una mappa incompleta dall'artefatto dei Precursori per rintracciare la posizione dell'installazione 04 nota come HALO, nei videogiochi e nel romanzo è invece spiegato come la locazione esatta viene calcolata da Cortana sulla base dei glifi ritrovati nel sito su Sigma Octanus IV.[46]
- Nella serie la dottoressa Catherine Halsey viene licenziata dal suo incarico alla UNSC e allontanata dal pianeta, nel finale viene anche imposto un mandato di ricerca e cattura per alto-tradimento a causa della sua condotta immorale, nei videogiochi invece è una persona legata all'ossessione per i Precursori e all'amore dei propri SPARTAN-II, non venne mai licenziata ma bensì tradita e catturata dopo la guerra Umani-Covenant dove, come prigioniera, continuò a lavorare per la UNSC.[47]
- Nella serie l'assistente della dottoressa Catherine Halsey (nei videogiochi chiamato Laszlo Sorvad) viene ucciso da Kai-125 mentre nel romanzo viene ucciso da un Elite durante l'attacco del Reach.[47][48]
- Nella serie John-117 si sacrifica per permettere a Cortana di riscrivere il suo codice cerebrale, così da poter recuperare l'artefatto e salvare la Silver Team. Nel videogioco John-117 risulta ancora in vita, anche se ha rischiato più volte di morire non è mai perito in battaglia e la Blue Team non ha mai avuto bisogno di tale aiuto da parte di Chief, anzi alla fine della battaglia del Reach il suo ruolo viene ricoperto da Frederic-104 per poi ripassare al suo storico comandante in Halo 5: Guardians.[37]